# Kvinnor är inga änglar
Kvinnor är inga änglar (Frauen sind keine Engel) är en tysk komedifilm från 1943 i regi av Willi Forst med manus av Géza von Cziffra. Filmen spelades in sent 1942 i Wien.

## Handling
Filmregissören Richard Anden beger sig ut på en kryssning där han har fullt upp med att avvisa olika kvinnor som vill in vid filmen. Men han intresserar sig för passageraren Helga som av någon anledning jagas av polisen.

## Rollista
- Marte Harell - Helga
- Axel von Ambesser - Richard Anden
- Margot Hielscher - Lola
- Richard Romanowsky - Alfred Bolt
- Hedwig Bleibtreu - Dr. Orla
- Curd Jürgens - Bandini
- Alfred Neugebauer - Charles
- Petra Trautmann - Kitty
- Angelo Ferrari - skeppsofficer